# ويليام بي. موراي
ويليام بي. موراي (بالإنجليزية: William B. Murray)‏ هو مغني أوبرا أمريكي، ولد في 13 مارس 1935.